# 橋本湛月
橋本 湛月（はしもと たんげつ、生没年不詳）は、江戸時代前中期の俳人。通称は儀右衛門、別号に景山、雲林館がある。

## 経歴・人物
近江彦根藩士で、森川許六の門人。